# ساندور برغر
ساندور برغر هو ربان ‏ مجري، (ولد في بودابست في المجر 1899 – أبريل 1978 م).

## وصلات خارجية
- ساندور برغر على موقع أوليمبيديا (الإنجليزية)